# Scoparia montevidensis
Scoparia montevidensis är en grobladsväxtart som först beskrevs av Spreng., och fick sitt nu gällande namn av R. E. Fries. Scoparia montevidensis ingår i släktet Scoparia och familjen grobladsväxter. Inga underarter finns listade i Catalogue of Life.